# Đại học Tiểu bang San Jose
Viện Đại học Tiểu bang San Jose hay Đại học Tiểu bang California tại San Jose (tiếng Anh: The San Jose State University, viết tắt San Jose State hay SJSU) là viện đại học nghiên cứu công lập ở San Jose, California, Hoa Kỳ. Viện đại học này được thành lập năm 1857 với tên gọi Trường Trung Cấp Đêm Minns'. Hiện nay, trường đại học này là một trong những viện đại học lớn nhất ở nước Mỹ xét về quy mô đào tạo. Tạp chí U.S. News & World Report hiện xếp SJSU ở hạng 12 trong số các viện đại học quốc gia ở Hoa Kỳ có chương trình đào tạo kĩ sư máy tính và công nghệ tốt nhất, hạng 3 trong danh sách các đại học công lập Hoa Kỳ, và hạng 4 trong các trường đại học ở khu vực phía tây.

## Học thuật

### Xếp hạng và danh tiếng
US NEWS GLOBAL 1452 

US NEWS TOP PUBLIC SCHOOL 3 

US NEWS REGIONAL UNIVERSITY WEST 4 

US NEWS BEST UNDERGRADUATE ENGINEERING PROGRAMS 12